# Тиндалл, Майк (футболист)
Майкл Чедвик Тиндалл (англ. Michael Chadwick Tindall; 5 апреля 1941, Бирмингем, Уорикшир — 10 августа 2020) — английский футболист, полузащитник.
Почти всю свою карьеру, с 1959 по 1968 год, провёл в «Астон Вилле» из родного Бирмингема (120 матчей, 8 мячей). С июня 1968 года непродолжительное время играл за клуб третьего дивизиона «Уолсолл» и за не входившую в Футбольную лигу команду «Тамуэрт», куда перешёл в декабре того же года. Был также игроком клуба «Нью-Йорк Американс» (США). Играл за молодёжную сборную Англии.
После окончании игровой карьеры работал на различных предприятиях, был владельцем паба Coach and Horses, тренировал юношеские футбольные команды местного уровня.
Скончался в 2020 году в хосписе после продолжительной борьбы с деменцией, в 2010 году ему был поставлен диагноз болезнь Альцгеймера.